# Шёнбах (Саксония)
Шёнбах (нем. Schönbach) — община в Германии, в земле Саксония. Подчиняется административному округу Дрезден. Входит в состав района Гёрлиц. Подчиняется управлению Нойзальца-Шпремберг. Население составляет 1276 человек (на 31 декабря 2010 года). Занимает площадь 9,08 км².

## Население
| Год  | Численность | Численность |
| ---- | ----------- | ----------- |
| 2017 | 1130        | [ 1 ]       |
| 2019 | 1101        | [ 3 ]       |
| 2021 | 1079        | [ 4 ]       |
| 2022 | 1067        | [ 5 ]       |
| 2023 | 1049        | [ 2 ]       |